# Thomasia macrocarpa
Thomasia macrocarpa är en malvaväxtart som beskrevs av Hueg.. Thomasia macrocarpa ingår i släktet Thomasia och familjen malvaväxter. Inga underarter finns listade i Catalogue of Life.